# Anare Pass
Anare Pass är ett bergspass i Antarktis. Det ligger i Östantarktis. Nya Zeeland gör anspråk på området. Anare Pass ligger 1 200 meter över havet.
Terrängen runt Anare Pass är huvudsakligen kuperad, men den allra närmaste omgivningen är platt. Trakten är obefolkad. Det finns inga samhällen i närheten.